# Angioplastie coronaire
L'angioplastie coronaire est l'intervention qui consiste à traiter une artère coronaire rétrécie, par exemple dans le cas de la maladie coronarienne, en la dilatant au moyen d'une sonde munie d'un ballon gonflable à son extrémité. Cette intervention se fait sous anesthésie locale, mais nécessite toutefois une surveillance particulière du patient. L'intervention est également appelée dilatation transluminale, angioplastie coronaire transluminale percutanée ou encore ICP, intervention coronarienne percutanée. Ces deux derniers étant les traductions des sigles anglais PTCA, percutaneous transluminal coronary angioplasty et PCI, percutaneous coronary intervention.

## Historique
Le Dr. Andreas Gruentzig fait la première angioplastie d'une artère coronaire en 1976 chez le chien, puis en 1977 chez l'homme. Les premiers stents ont été utilisés au milieu des années 1980.
Les premiers gestes ont été faits à proximité d'un bloc opératoire afin de pouvoir réaliser un pontage aorto-coronarien en urgence en cas de complication. L'intérêt des angioplasties en urgences (à la phase aiguë d'un infarctus du myocarde) a fait que les centres d'angioplasties soient devenus indépendants des centres de chirurgie cardiaque avec un bénéfice démontré pour le patient et une démonstration de non infériorité par rapport à la présence d'un bloc opératoire à proximité immédiate, retrouvée également pour les angioplasties programmées (non urgente).

## Mode opératoire
Cette technique complète une coronarographie et débute habituellement par cette dernière.
La sonde montée sur guide métallique est introduite depuis une artère périphérique (radiale ou fémorale) jusque dans l'artère pathologique. Les coronaires sont visualisées par injection d'un produit de contraste radio-opaque, permettant de localiser avec précision le lieu de l'intervention. Un fil métallique très fin est utilisé pour franchir la sténose ou l'occlusion. Il sert de guide pour positionner de manière stable la sonde d'angioplastie.
Une sonde, munie à son extrémité d'un ballonnet gonflable de diamètre et de longueur variable (1 à 4 mm de diamètre, 10 à 40 mm de long), est introduite dans la coronaire. Le ballonnet est gonflé à une pression variable (de 6 à 18 bars) afin de redonner à la coronaire un diamètre normal en écrasant la plaque d'athérosclérose contre la paroi. Dans la très grande majorité des cas, l'angioplastie au ballonnet est complétée par la mise en place d'un stent, petite prothèse métallique en forme de ressort qui est sertie sur le ballonnet. Lorsque le ballonnet est gonflé, le stent se déploie dans la coronaire afin d'offrir une résistance prolongée à la contrainte radiale exercée par la paroi de la coronaire qui a tendance à entraîner la récidive de la sténose (resténose) après angioplastie au ballonnet seul. La pose du stent peut être faite également en un seul temps, un seul ballon servant pour l'angioplastie et le déploiement du stent.
Les stents diminuent de façon significative la resténose précoce, mais exposent aux risques de resténose tardive (par prolifération tissulaire dans le stent) et de thrombose (occlusion brutale du stent par formation d'un caillot). Pour éviter ces complications, on utilise des stents actifs qui délivrent localement un médicament (tacrolimus, sirolimus, paclitaxel) diminuant le risque de resténose et on prescrit aux patients stentés une combinaison de traitement antiagrégants plaquettaires au long cours. Une fois l'angioplastie terminée, une nouvelle injection de produits de contraste permet de visualiser le résultat. Si un autre segment d'une artère est atteint, l'angioplastie peut être répétée à cet autre segment. Une fois la procédure terminée, les sondes et les guides sont retirés et le point de ponction est refermé par pansement compressif ou suture.
Le patient reste hospitalisé entre 12 et 24h par précaution.

### Techniques complémentaires
- L'athérectomie rotationnelle : une sonde, munie d'une fraise tournante à son extrémité, permet le « ponçage » de la plaque d'athérome. Cette technique est essentiellement indiquée dans les sténoses calcifiées.
- ballon coupant : le ballon est serti de lames métalliques qui permettent de découper l'athérome. Il est utilisé en cas de sténose intra-stent.
- ballon actif : le ballon est recouvert d'une substance médicamenteuse empêchant la prolifération cellulaire et diminuant le risque de resténose. Son efficacité est démontrée en cas de resténose intra-stent[5].
- La lithotripsie endovasculaire consiste en l’utilisation d'un ballon muni d'émetteurs ultrasoniques[6]. Elle peut être appliquée dans le traitement des lésions très calcifiées des artères coronaires en appoint[7].

D'autres techniques ne sont utilisées que de manière très marginale, ou plus du tout. Ce sont en particulier le laser

## Indications
Les indications de l'angioplastie coronaire ont fait l'objet de la publication de recommandations américaines datant de 2021.
- Lors d'un syndrome coronarien aigu sévère : infarctus du myocarde, angor instable non contrôlé par les médicaments. L'objectif est de rouvrir la ou les coronaires bouchées ou en train de se boucher afin de diminuer la taille de l'infarctus ou d'éviter que celui-ci ne survienne. L'angioplastie parvient ainsi à diminuer la mortalité chez ce type de patient[9].
- Chez les patients présentant des douleurs d'angine de poitrine non contrôlée par les médicaments ou avec des critères de gravité lors des examens non invasifs (épreuve d'effort, scintigraphie, échographie de stress). L'objectif est de supprimer les douleurs d'angine de poitrine[10] et de protéger le cœur de l'ischémie, c'est-à-dire du manque d'irrigation sanguine lié au rétrécissement des coronaires. L'angioplastie, dans ces cas, n'a pas d'efficacité démontrée sur la mortalité et l'évolution[11],[12].

Dans les autres cas (patients peu ou pas symptomatiques sous traitement médicamenteux), l'intérêt d'une angioplastie par rapport à un traitement médicamenteux seul n'est pas démontré; tant au niveau évolutif que symptomatique. Toutefois, l'emploi des stents actifs de deuxième génération lors d'un angor stable pourrait avoir un impact positif en termes de mortalité.

## Contre-indications
Les contre-indications sont celles de la coronarographie :
- contre-indications absolues :
  - allergie aux produits de contrastes iodés,
  - insuffisance rénale modérée à sévère ;

- contre-indications relatives :
  - athéromatose importante au niveau des artères fémorales ou de l'aorte (dans ce cas, on peut passer par voie « haute », humérale ou radiale).

Il existe des situations où l'angioplastie est plus délicate ou plus risquée et où elle doit donc être discutée avec soin :
- sténose distale d'une coronaire ou coronaire de petite taille ;
- sténose de l'artère principale du cœur (tronc commun) ;
- athéromatose au niveau d'une division d'une artère coronaire (risque d'occlusion d'une des branches de division par le ballon) ;
- multiples sténoses ;
- artère coronaire sinueuse.

Dans ces cas, on peut proposer, selon les cas et le terrain, soit une stabilisation par médicaments (« traitement médical »), soit une revascularisation par chirurgie de pontage aorto-coronarien.

## Complications immédiates
Ce sont celles de la coronarographie :
- allergie à l'iode pouvant aller jusqu'au choc anaphylactique ;
- aggravation d'une insuffisance rénale ignorée ;
- complications locales au point de ponction ;
- plus rarement, lâcher d'embols de cholestérol dans le système vasculaire pouvant produire des infarctus dans divers organes (orteils, rénal, intestinal, cérébral et cardiaque notamment). Il s'agit d'une complication potentiellement mortelle.

Le risque spécifique de l'angioplastie, mis à part son échec, est l'occlusion aiguë de l'artère traitée conduisant à un infarctus du myocarde de taille plus ou moins grande suivant l'importance de l'artère en question. Un décès peut survenir dans environ 0,5 % des angioplasties coronaires.

## La resténose
C'est le risque principal à moyen terme d'une angioplastie. Il nécessite un suivi au niveau cardiaque. Le délai de survenue de la resténose varie en fonction de l'artère atteinte, de l'importance de la sténose résiduelle, de l'observance plus ou moins bonne des traitements prescrits, du type d'intervention réalisé et du type de stent.
Les modalités du suivi ne sont toutefois pas clairement établies : simple consultation et attente d'un élément clinique nouveau (récidive d'une douleur par exemple) ou test systématique de provocation d'une ischémie myocardique par épreuve d'effort, échographie de stress ou scintigraphie myocardique. Une attitude d'exploration systématique entraîne un taux plus élevé de coronarographies de contrôle et de nouveaux gestes d'angioplastie, mais sans bénéfice démontré en termes de mortalité ou de risque de survenue d'un infarctus du myocarde.